# Nouvelle partie plus
Une Nouvelle partie plus (ou Nouvelle partie+) est un mode de jeu vidéo à débloquer qui permet au joueur de commencer une nouvelle partie après avoir terminé le jeu au moins une fois, dans laquelle certains aspects du jeu terminé, comme l'expérience, la difficulté ou les objets, affectent la nouvelle partie.

## Origines
Le terme apparaît pour la première fois en 1995 dans le jeu Chrono Trigger, mais d’autres ont proposé un tel mode de jeu avant lui, notamment The Legend of Zelda. Ce mode est le plus souvent présent dans les jeux de rôle, où débuter en New Game Plus permettra généralement aux personnages du joueur de commencer l'aventure avec les statistiques ou les équipements présents à la fin de la première partie.
Les éléments essentiels liés à l'histoire sont normalement retirés afin de ne pas nuire à la progression du jeu, et sont remis au joueur au moment où ils sont nécessaires ; de même pour les personnages que le joueur acquiert tout au long de l'histoire : ils ne devraient pas apparaître avant le lieu et le moment prévus. Les personnages conservent cependant toute amélioration obtenue lors de la précédente partie.

## Exemples
- Dans Ratchet & Clank, une fois le jeu terminé, le joueur a le choix entre recommencer au début du jeu avec toutes les armes (en or inclus) et tous les boulons (en or inclus) obtenus, et remonter le temps au début du dernier niveau (afin de rendre tous les autres disponibles sans jouer davantage). Ceci est faisable indéfiniment tant que le boss final (Drek) est vaincu.
- Dans Dark Souls, tout comme pour Dark Souls II et Dark Souls III, il est possible de recommencer indéfiniment l'histoire, avec une augmentation de difficulté jusqu'au 7ème New Game Plus, en conservant tout l'équipement débloqué. Dark Souls II modifie plus profondément le New Game Plus en apportant de nouveaux ennemis et en changeant les emplacements de certains ennemis et loot par rapport à la première partie.
- Dans Borderlands, il est possible de recommencer l'histoire en « parcours 2 », où le niveau du début de la campagne est fortement augmenté.
- Dans Final Fantasy X-2, il est possible de recommencer indéfiniment l'histoire, en conservant tout l'équipement débloqué et en retournant au premier niveau, dans l'optique de débloquer tous les équipements et toutes les fins alternatives.
- Dans Tales of Symphonia, il est possible de recommencer l'histoire en conservant plusieurs éléments comme l'argent, les recettes de cuisine ou encore les différents combos.
- Dans Bravely Second, le new game plus est intégré au scénario : à la fin de sa partie, le joueur doit en recommencer une nouvelle pour changer les événements et accéder à la vraie fin du jeu.
- Dans Clair Obscur: Expedition 33, il est possible de recommencer l'histoire jusqu'à 9 fois. Le joueur conserve une partie des éléments, comme les personnages, les niveaux, les équipements et améliorations. En revanche, les quêtes et objets qui y sont liés sont réinitialisés.